# 賈瓦德·科洛基
賈瓦德·科洛基（波斯語：جواد فروغی，Javad Foroughi，1979年9月11日—），伊朗男子射擊運動員。

## 战绩
他代表伊朗参加2020年夏季奧林匹克運動會射擊比賽，并夺得男子10米气手枪的金牌並刷新奧運會紀錄。此外賈瓦德·科洛基還打破伊朗最年長奧運會獎牌獲得者紀錄，这也是伊朗在奥运会史上的首个射击类奖牌。
賈瓦德成为运动员之前是一名夜班护士。他在2017年6月正式开始專业的射击训练。